# لي ألين
لي ألين (بالإنجليزية: Lee Allen)‏ هو موسيقي أمريكي، ولد في 2 يوليو 1927 في مقاطعة كراوفورد في الولايات المتحدة، وتوفي في 18 أكتوبر 1994 في لوس أنجلوس في الولايات المتحدة.

## وصلات خارجية
- لي ألين على موقع ميوزك برينز (الإنجليزية)
- لي ألين على موقع أول ميوزيك (الإنجليزية)
- لي ألين على موقع ديسكوغز (الإنجليزية)